# Trzęsienie ziemi w Wanie (1941)
Trzęsienie ziemi w prowincji Wan w 1941 roku – trzęsienie ziemi o magnitudzie 5,9 stopnia w skali Richtera, które nawiedziło prowincję Wan, 10 września 1941 roku o godzinie 23:53 czasu miejscowego. W wyniku wstrząsów, śmierć poniosły 192 osoby.
W październiku 2011 roku prowincję Wan ponownie nawiedziło trzęsienie ziemi. Wstrząsy były silniejsze, wynosiły ponad 7,2 stopnia w skali Richtera, przyczyniając się do śmierci 604 osób.